# Miss Brasil 2017
Miss Brasil 2017 foi a 63ª edição do concurso Miss Brasil. O evento foi realizado no dia 19 de agosto, no Teatro Vermelhos, em Ilhabela, São Paulo, com transmissão nacional pela Rede Bandeirantes e pela Band.com.br. Vinte e sete (27) candidatas representando todos os estados do Brasil e o Distrito Federal participaram do concurso cuja vencedora, foi Monalysa Alcântara, do Piauí, coroada pela sua antecessora, a paranaense Raissa Santana. Esta foi a primeira vez que Estado venceu o concurso desde a sua primeira participação, em 1956. Monalysa disputou o Miss Universo 2017, que foi realizado em 26 de novembro de 2017 no The AXIS, Planet Hollywood Resort and Casino, em Las Vegas, Estados Unidos, classificando-se entre as dez semifinalistas.

## Resultados

### Colocações
| Posição                 | Estado & candidata |
| ----------------------- | --- |
| Vencedora               | - Piauí - Monalysa Alcântara |
| 2º. Lugar               | - Rio Grande do Sul - Juliana Mueller |
| 3º. Lugar               | - Espírito Santo - Stephany Pim |
| Finalistas              | - Pernambuco - Iully Thaísa - Sergipe - Saiury Carvalho |
| (TOP 10) Semifinalistas | - Acre - Kailane Amorim - Alagoas - Nathália Pastoura - Ceará - Aléxia Duarte - Maranhão - Ana Beatriz Nazareno - Rio Grande do Norte - Milena Balza                        |
| (TOP 16) Semifinalistas | - Amazonas - Juliana Soares1 - Bahia - Caroline Oliveira - Goiás - Jeovanca Nascimento - Mato Grosso - Aline Fontes - Paraná - Patrícia Garcia - Tocantins - Islane Machado |

1. Salva pelo voto popular para estar entre as dezesseis semifinalistas.

### Prêmio especial
A vencedora do "Miss BE Emotion" ganhou um lugar no Top 10.
| Prêmio          | Estado & candidata      |
| --------------- | ----------------------- |
| Miss BE Emotion | - Ceará - Aléxia Duarte |

### Ordem dos anúncios
| 1. Pernambuco 2. Alagoas 3. Paraná 4. Bahia 5. Tocantins 6. Piauí 7. Sergipe 8. Mato Grosso 9. Maranhão 10. Acre 11. Goiás 12. Rio Grande do Norte 13. Espírito Santo 14. Rio Grande do Sul 15. Amazonas | 1. Espírito Santo 2. Sergipe 3. Pernambuco 4. Piauí 5. Rio Grande do Norte 6. Rio Grande do Sul 7. Maranhão 8. Acre 9. Alagoas 10. Ceará | 1. Piauí 2. Rio Grande do Sul 3. Sergipe 4. Espírito Santo 5. Pernambuco | 1. Piauí 2. Rio Grande do Sul 3. Espírito Santo |

## Resposta final
Questionada pela jurada Adriana Bozon sobre como ela se destacaria no Miss Universo, a vencedora respondeu:
| “ | Bem, eu tenho uma super estratégia: ser eu mesma. Eu, Monalysa Alcântara, nordestina, que passei por muita coisa, por muitas dores, e foi isso que me fez ser a mulher que sou hoje... É ser eu mesma, não tem segredo. | ” |

## Jurados

### Técnicos
Selecionaram as quinze semifinalistas:
1. Karina Ades, diretora executiva do Miss Brasil;
2. Patrícia Parenza, jornalista e consultora de moda;
3. Gilberto Júnior, coordenador de moda da revista "Ela", do O Globo;
4. Renata Kalil, editora de beleza da redação Glamour.

### Final
Elegeram a vencedora:
1. Ricardo Almeida, estilista;
2. Leila Schuster, Miss Brasil 1993;
3. Cris Arcangeli, empresária e apresentadora;
4. Adriana Bozon, diretora de branding do grupo Inbrands;
5. Nelson Alvarenga, presidente do grupo Inbrands;
6. Alice Ferraz, fundadora da F*Hits;
7. Maythe Birman, empresária;
8. Fluvia Lacerda, modelo.

## Programação musical
- Abertura: O Descobridor dos Sete Mares, de Lulu Santos;

- Desfile de maiô: Tainted Love de Soft Cell e Hit the Road Jack de Ray Charles, por Miranda Kassin (Ao vivo);

- Competição em traje de banho: Sua Cara de Major Lazer, Anitta & Pabllo Vittar;

- Competição em traje de gala: Rosa Morena, de Marina de La Riva (Ao vivo);

- Final Look: There's Nothing Holdin' Me Back, de Shawn Mendes;

## Candidatas
| Estado              | Candidata            | Idade | Altura | Representação           | Ref.   |
| ------------------- | -------------------- | ----- | ------ | ----------------------- | ------ |
| Acre                | Kailane Amorim       | 23    | 1.72   | Brasiléia               | [ 5 ]  |
| Alagoas             | Nathália Pastoura    | 23    | 1.72   | Santana do Ipanema      | [ 6 ]  |
| Amapá               | Jéssica Pacheco      | 26    | 1.75   | Laranjal do Jari        | [ 7 ]  |
| Amazonas            | Juliana Soares       | 23    | 1.75   | Manaus                  | [ 8 ]  |
| Bahia               | Caroline Oliveira    | 24    | 1.75   | Camaçari                | [ 9 ]  |
| Ceará               | Aléxia Duarte        | 21    | 1.80   | Fortaleza               | [ 10 ] |
| Distrito Federal    | Stéphane Dias        | 20    | 1.82   | Asa Norte               | [ 11 ] |
| Espírito Santo      | Stephany Pim Loren   | 23    | 1.71   | Vitória                 | [ 12 ] |
| Goiás               | Jeovanca Nascimento  | 26    | 1.74   | Pirenópolis             | [ 13 ] |
| Maranhão            | Ana Beatriz Nazareno | 20    | 1.73   | Mata Roma               | [ 14 ] |
| Mato Grosso         | Aline Fontes         | 20    | 1.75   | Cáceres                 | [ 15 ] |
| Mato Grosso do Sul  | Isabela Cavalcante   | 23    | 1.68   | Aquidauana              | [ 16 ] |
| Minas Gerais        | Jéssica Porto        | 25    | 1.78   | Ituiutaba               | [ 17 ] |
| Pará                | Stéfany Figueiredo   | 26    | 1.80   | Moju                    | [ 18 ] |
| Paraíba             | Larissa Aragão       | 22    | 1.68   | Bananeiras              | [ 19 ] |
| Paraná              | Patricia Garcia      | 24    | 1.76   | Cambé                   | [ 20 ] |
| Pernambuco          | Iully Thaísa         | 22    | 1.74   | Tamandaré               | [ 21 ] |
| Piauí               | Monalysa Alcântara   | 18    | 1.77   | Teresina                | [ 22 ] |
| Rio de Janeiro      | Isabel Correa        | 27    | 1.73   | Belford Roxo            | [ 23 ] |
| Rio Grande do Norte | Milena Balza         | 19    | 1.81   | São Gonçalo do Amarante | [ 24 ] |
| Rio Grande do Sul   | Juliana Mueller      | 25    | 1.74   | Terra de Areia          | [ 25 ] |
| Rondônia            | Maria Clara Vicco    | 18    | 1.73   | Porto Velho             | [ 26 ] |
| Roraima             | Nathália Lago        | 26    | 1.73   | Caracaraí               | [ 27 ] |
| Santa Catarina      | Tamíris Ficht        | 24    | 1.69   | Blumenau                | [ 28 ] |
| São Paulo           | Karen Porfiro        | 26    | 1.74   | São Paulo               | [ 29 ] |
| Sergipe             | Saiury Carvalho      | 24    | 1.72   | Aracaju                 | [ 30 ] |
| Tocantins           | Islane Machado       | 21    | 1.82   | Dueré                   | [ 31 ] |

## Concursos estaduais
| - Miss Acre 2017 - Miss Alagoas 2017 - Miss Amapá 2017 - Miss Amazonas 2017 - Miss Bahia 2017 - Miss Ceará 2017 - Miss Distrito Federal 2017 - Miss Espírito Santo 2017 - Miss Goiás 2017 | - Miss Maranhão 2017 - Miss Mato Grosso 2017 - Miss Mato Grosso do Sul 2017 - Miss Minas Gerais 2017 - Miss Pará 2017 - Miss Paraíba 2017 - Miss Paraná 2017 - Miss Pernambuco 2017 - Miss Piauí 2017 | - Miss Rio de Janeiro 2017 - Miss Rio Grande do Norte 2017 - Miss Rio Grande do Sul 2017 - Miss Rondônia 2017 - Miss Roraima 2017 - Miss Santa Catarina 2017 - Miss São Paulo 2017 - Miss Sergipe 2017 - Miss Tocantins 2017 |

## Transmissões

### Televisão
- Miss Amazonas - TV Bandeirantes Amazonas (VT);[32]
- Miss Bahia - TV Bandeirantes Bahia (ao vivo);1
- Miss Ceará - NordesTV (VT);
- Miss Minas Gerais - TV Bandeirantes Minas (ao vivo);2
- Miss Paraná - TV Bandeirantes Curitiba (VT);
- Miss Pernambuco - TV Tribuna (VT);
- Miss Piauí - TV Bandeirantes Piauí (VT);
- Miss Rio Grande do Norte - TV Bandeirantes Natal (VT);
- Miss Rio Grande do Sul - TV Bandeirantes Rio Grande do Sul (ao vivo);3
- Miss Santa Catarina - TV Catarina (VT);
- Miss São Paulo - Rede Bandeirantes (ao vivo).[33]

1. Apenas o anúncio da vencedora, durante a exibição do telejornal Band Cidade;
2. Apenas o anúncio da vencedora, durante a exibição do programa jornalístico Brasil Urgente Minas;
3. Concurso em formato de reality show exibido dentro do Programa da Regina.

### Internet
- Miss Rio de Janeiro - Polishop.com.vc (ao vivo via YouTube);
- Miss Rio Grande do Norte - TV Bandeirantes Natal (ao vivo via Facebook);
- Miss Rio Grande do Sul - Band.com.br (ao vivo);
- Miss Santa Catarina - Página oficial do concurso (ao vivo via Facebook);
- Miss São Paulo - Band.com.br (ao vivo).[34]

## Audiência
Nos 15 mercados componentes do Painel Nacional de Televisão (PNT) da Kantar IBOPE Media - Belém, Belo Horizonte, Brasília, Campinas, Curitiba, Florianópolis, Fortaleza, Goiânia, Manaus, Porto Alegre, Recife, Rio de Janeiro, Salvador, São Paulo e Vitória, o Miss Brasil 2017, levado ao ar das 22h30 do dia 19 de agosto (sábado) à 0h20 do dia 20 de agosto (domingo), pelo horário da capital federal, obteve média domiciliar de 2,5 pontos e foi visto por 757.032 telespectadores. Em comparação ao ano anterior, houve um crescimento de 0,58% no número de telespectadores e de 1,99% no número de domicílios nos quais o concurso foi assistido.

## Comparações das colocações

### Subiram
Desde a sua primeira participação, em 1956, o estado do Piauí nunca venceu um concurso de Miss Brasil, e também nunca chegou a ficar entre as finalistas, porém, Monalysa Alcântara quebrou esse tabu. Além de tirar o estado de uma não classificação no ano anterior, Monalysa levou a primeira coroa de Miss Brasil da história piauiense, consagrando-se a terceira Miss Brasil negra, logo após a sua antecessora Raissa Santana. O Rio Grande do Sul, que em 2016 ficou apenas entre as 10 semifinalistas, chegou com grande favoritismo do público e acabou na 2ª colocação. Já o estado do Espírito Santo saiu de um top 15 no ano anterior e chegou à 3ª colocação em 2017, posição que não assumia desde 2005 com Ariane Colombo. Os estados de Pernambuco e Sergipe também evoluíram se comparados ao ano anterior, saindo dos top's 15 e 10, respectivamente, para as finalistas em 2017. O estado do Acre, que desde 2014 não assumia uma posição entre 15 semifinalistas, conseguiu chegar ao top 10 em 2017. Fora das semifinais desde 2010, o Tocantins ficou entre as semifinalistas em 2017, porém, estacionando entre as 16 semifinalistas.

### Caíram
Este ano o Miss Brasil ficou marcado pela queda de quase todos os estados em relação ao ano anterior. As mais bruscas foram a do Paraná, que após eleger uma Miss Brasil no ano anterior viu sua representante ficar entre as 16 semifinalistas; do Rio Grande do Norte, que caiu do 2º lugar para o top 10; e também de Alagoas, que caiu do top 5 de 2016 para estar apenas entre as 10 semifinalistas em 2017. Já a região do país mais prejudicada em relação a 2016 foi o Sudeste, pois dos seus 4 estados, 3 não chegaram sequer entre as 16 semifinalistas. São Paulo, que nos últimos 11 anos se destacou no Miss Brasil, caiu de um top 10 do ano anterior para uma não classificação. O mesmo ocorreu com Minas Gerais, que do top 10 de 2016 sequer chegou ao top 16 de 2017. O Maranhão e o Ceará, após alcançarem posições entre as finalistas em 2016 (3º lugar e top 5, respectivamente), caíram para o top 10. O estado de Goiás caiu do top 10 para o top 16.

### Estagnados
A Bahia, o Mato Grosso e o Amazonas foram os únicos estados que repetiram as posições em relação a 2016. Os estados de Santa Catarina, Paraíba, Rio de Janeiro e o Distrito Federal repetiram as trajetórias do ano passado, amargando dois anos sem alcançarem uma posição entre as semifinalistas. O Pará e o Amapá amargam 3 anos sem alcançar uma posição no top 15. Outros estados permanecem há mais tempo fora das semifinais, sendo eles: Mato Grosso do Sul (há 4 anos), Rondônia (há 10 anos) e Roraima (há 13 anos).

## Histórico
Candidatas ao título que já participaram de outros concursos:
| Miss Acre - 2014: Acre - Kailane Amorim (4º lugar) - (Sem representação específica) Miss Amapá - 2013: Amapá - Jéssica Pacheco - (Representando o município de Laranjal do Jari) - 2015: Amapá - Jéssica Pacheco (miss fotogenia) - (Representando o município de Laranjal do Jari) Miss Bahia - 2016: Bahia - Caroline Oliveira (2º lugar) - (Representando o município de Camaçari) Miss Espírito Santo - 2014: Espírito Santo - Stephany Pim (miss simpatia) - (Representando não oficialmente o município de Vitória) Miss Goiás - 2014: Goiás - Jeovanca Nascimento (top 10) - (Representando o município de Anápolis) Miss Minas Gerais - 2014: São Paulo - Karen Porfiro (vencedora) - (Representando o município de Timóteo) Miss Pará - 2016: Roraima - Nathália Lago (3º lugar) - (Representando o município de Salinópolis) Miss Pernambuco - 2012: Pernambuco - Iully Thaisa (5º lugar) - (Representando o município de Recife) - 2016: Paraíba - Larissa Aragão (top 15) - (Representando o município de Santa Cruz do Capibaribe) Miss Rio de Janeiro - 2008: Rio de Janeiro - Isabel Correa (2º lugar) - (Representando o município de Belford Roxo) - 2012: Rio de Janeiro - Isabel Correa (2º lugar) - (Representando o município de Paraty) - 2014: Rio de Janeiro - Isabel Correa (top 10) - (Representando o município de Belford Roxo) Miss Rio Grande do Sul - 2015: Rio de Janeiro - Isabel Correa (top 15) - (Representando o município de Guaíba) Miss São Paulo - 2016: Alagoas - Nathália Pastoura (top 15) - (Representando o município de Santo André) Miss Sergipe - 2011: Sergipe - Saiury Carvalho (3º lugar) - (Representando o município de Caueira) Miss Mundo Pará - 2015: Roraima - Nathália Lago (2º lugar) - (Representando o Clube Bancrévea) Miss Terra Minas Gerais - 2012: São Paulo - Karen Porfiro (top 15) - (Representando o município de Timóteo) Miss Teen Piauí - 2016: Piauí - Monalysa Alcântara (vencedora) - (Representando o município de Teresina) Miss Mundo Pernambuco - 2018: Pernambuco - Iully Thaísa (Indicada) Miss Brasil - 2014: São Paulo - Karen Porfiro - (Representando o estado de Minas Gerais em Fortaleza, Ceará) | Miss Mundo Brasil - 2009: Rio de Janeiro - Isabel Correa (6º lugar) - (Representando o estado de Sergipe em Angra dos Reis, RJ) - 2014: Rio de Janeiro - Isabel Correa (6º lugar) - (Representando as Ilhas de Búzios em Florianópolis, SC) - 2015: Roraima - Nathália Lago (9º lugar) - (Representando a Ilha de Marajó em Florianópolis, SC) - 2016: Espírito Santo - Stephany Pim (3º lugar) - (Representando o estado do Espírito Santo em Florianópolis, SC) - 2019: Pernambuco - Iully Thaísa - (Representando o arquipélago de Fernando de Noronha) Miss Brasil Intercontinental - 2015: Espírito Santo - Stephany Pim (3º. lugar) - (Representando o estado do Espírito Santo em São Paulo, SP) Miss Teen Brasil - 2016: Piauí - Monalysa Alcântara (2º lugar) - (Representando o estado do Piauí em Fortaleza, CE) Miss Brasil América's - 2014: Alagoas - Nathália Pastoura (3º lugar) - (Representando o estado de São Paulo em Bonito, MS) Belezas do Brasil - 2018: Amazonas - Juliana Soares (Vencedora) - (Representando o estado do Amazonas em São Bernardo do Campo, SP) Miss Continentes Unidos - 2015: Roraima - Nathália Lago (vencedora) - (Representando o Brasil em Guaiaquil, no Equador) Miss Eco International - 2017: Espírito Santo - Stephany Pim (miss fotogenia) - (Representando o Brasil em Sharm el-Sheikh, no Egito) Top Model of the World - 2015: Espírito Santo - Stephany Pim (4º lugar) - (Representando o Brasil em El Gouna, no Egito) Best Model of the World - 2009: Rio de Janeiro - Isabel Correa - (Representando o Brasil em Sofia, na Bulgária) Miss Global - 2018: Amazonas - Juliana Soares (Top 10) - (Representando o Brasil no Camboja) Brazil's Next Top Model - 2014: Rio de Janeiro - Isabel Correa (12º lugar) - (Representando extra-oficialmente a Baixada Fluminense) Elite Model Look Brasil - 2004: Goiás - Jeovanca Nascimento (top 06) - (Representando o estado de Goiás) Garota Verão - 2009: Rio Grande do Sul - Juliana Mueller (vencedora) - (Representando o município de Esteio) Rainha das Rainhas - 2014: Roraima - Nathália Lago (4º lugar) - (Representando o Clube Paysandu) Belém Faces - 2008: Pará - Stéfany Figueiredo (vencedora) - (Sem representação específica) Rainha do Peladão - 2012: Amazonas - Juliana Soares (vencedora) - (Representando o ASA Futebol Clube) Rainha das Rainhas do Amapá - 2017: Amapá - Jéssica Pacheco (vencedora) - (Representando o Piratas da Batucada) |